# أنهالت برنبورغ
أنهالت برنبورغ إمارة ضمن الإمبراطورية الرومانية المقدسة، ودوقية في الاتحاد الألماني حكمها آل أسكانيا من مقرهم في برنبورغ بولاية ساكسونيا أنهالت الحالية. ظهرت كإحدى وحدات أنهالت من 1252 إلى 1468 ومرة أخرى من 1603 وحتى إعادة توحيد في عام 1863.
أُنشأت سنة 1252، عندما تم تقسيم إمارة أنهالت بين أبناء هاينريش الأول إلى إمارات أنهالت أشرسلبن وأنهالت برنبورغ وأنهالت زيربست. تم تخصيص برنبورغ للإبن الثاني لهاينريش برنهارت الأول. عندما خط أنهالت أشرسلبن انقرضت في 1315، الأمير برنهارت الثاني ادعى أراضيها، وقال انه يمكن مع ذلك لن تقوى ألبرت ابن عمه أسقف هالبرشتات. بعد أصبحت الأسرة الحاكمة انقرضت عند وفاة الأمير برنهارت السادس في 1468، ورثت أنهالت برنبورغ بواسطة الأمير غيورغ الأول، أمير أنهالت دساو. مع أنهالت دساو وقد ورثت من قبل الأمير يواكيم إرنست، أمير أنهالت في 1561، الذي وحد جميع الأراضي أنهالت في ظل حكمه في 1570.
تم تقسيم مرة أخرى إعادة المتحدة أنهالت في 1603 بين أبناء الأمير يواكيم إرنست وإلى خطوط أنهالت دساو، أنهالت كوتن، أنهالت بلوتسكاو، أنهالت برنبورغ وأنهالت زيربست. ابنه الثاني الأمير كريستيان الأول تولى مقر اقامته في برنبورغ. الابن الأصغر كريستيان فريدرش أنشأت إمارة منفصلة من أنهالت هارتسغيروده في عام 1635، الذي كان قائما حتى 1709. ورث الأمير فيكتور أماديوس، أمير أنهالت برنبورغ أنهالت بلوتسكاو في عام 1665. عند وفاته عام 1718 وانقسمت أراضيه كذلك وإمارة أنهالت زيتز هويم تم إنشاء لابنه الثاني لبرشت، الذي تم لم شمل مع أنهالت برنبورغ في عام 1812.
في عام 1803، رقي الإمبراطور فرانسيس الثاني هابسبورغ الأمير ألكسيوس فريدرش كريستيان، دوق أنهالت برنبورغ إلى رتبة دوق. ابنه الدوق ألكسندر كارل توفي دون ذرية في عام 1863، فورث ليوبولد الرابع، دوق أنهالت دساو أنهالت برنبورغ، وأعاد توحيد جميع أراضي أنهالت في ظل حكمه.